# Fred Stoller
Frederick "Fred" Stoller (n. 19 martie 1958) este un actor, comic, scriitor și artist vocal american.

## Filmografie
- Crocodile Dundee (1986) – Uncredited
- Dumb and Dumber (1994) – Man Next to the Phone Booth
- Ski Hard (1995) – Mel Horner
- "Wings" (1996) - Mr.Lutz
- Joe Dirt (2001) – Chemistry Teacher
- The Animal (2001) – Journalist
- Like Mike (2001) - Voice only
- Austin Powers in Goldmember (2002) – Melon Guy
- Rebound (2005) – Late Carl
- Little Man (2006) – Richard
- Fall Down a School (2006-2007) - Isac "Ezac" Pine / Maciel
- Open Season 2 (2008) – Stanley
- Open Season 3 (2010) – Stanley
- The Change-Up (2011) - Studio crew member in the Lorno scene
- Fred & Vinnie (2011) – Fred
- Paranormal Movie (2013) - Father Berkowitz
- Blood Lake: Attack of the Killer Lampreys (2014) - Rich

## Televiziune
- Murphy Brown (2 episodes 1991-1993)
- Dr. Katz, Professional Therapist (5 episoade, 1995–1997)
- The Drew Carey Show (1 episod, 1995)
- Seinfeld (2 episoade, 1995)
- Science Court (1997)
- Alright Already (1997)
- Friends (1997, 2001)
- Cow and Chicken (1997)
- I.M. Weasel (1997)
- The Nanny (4 episoade, 1997-1999 as Fred the Pharmacist)
- Everybody Loves Raymond (8 episoade, 1998–2003)
- Sabrina, the Teenage Witch (1 episode as "CK" in "You Bet Your Family", 1998, and 1 episode as the "Warning Guy" in a cone suit, 1999)
- The Norm Show (3 episoade, 1999)
- The King of Queens (1 episod, 2000)
- Dharma & Greg (1 episod, 2001)
- Raising Dad (3 episoade, 2001–2002)
- Oswald (1 episod, as Steve the Tree, 2001)
- Scrubs (2 episoade, 2002–2005)
- All Grown Up! (3 episoade, as Mister Beeker, 2003–2006)
- Ned's Declassified School Survival Guide (8 episoade, 2004-2007 as Mr. Lowe)
- Drake & Josh (1 episod, 2005 as Lenny Spodnick)
- The Suite Life of Zack & Cody (1 episod, 2006)
- Handy Manny (88 episoade, 2006-present) – Rusty the Pipe Wrench
- Word Girl (2007–present; voices Chuck the Evil Sandwich Making Guy)
- Cory in the House (1 episod, 2007)
- Random! Cartoons (episode "Call Me Bessie", 2007)
- My Name Is Earl (1 episod, 2007)
- 2 Girls, 1 Cup: The Show Arhivat în 24 iulie 2010, la Wayback Machine. (1 episod, 2008)
- Hannah Montana (1 episod, 2008 ca Howard)
- The Penguins of Madagascar (12 episoade, 2009-2011 ca Fred the Squirrel)
- The Super Hero Squad Show (1 episod, 2010) – Molecule Man
- Shake It Up (1 episod, 2011 ca Sensei Ira)
- Happily Divorced (1 episod, 2011)
- Wizards of Waverly Place (8 episoade, 2010-2012 as Dexter/Gorog)
- Pound Puppies (2 episoade, 2012-2013 ca Ralph)
- The Fairly Odd Parents (The Big Superhero Wish!, Others As The Janitor)
- Anger Management (1 episod, 2014)
- The Haunted Hathaways (2 episoade, 2014 ca Mr. Dobson)

## Scrieri
- My Seinfeld Year (2012)
- Maybe We'll Have You Back: The Life of a Perennial TV Guest Star (2013)